# Диез
В музыкальной нотации дие́з (фр. dièse, от др.-греч. δίεσις — диеса) — знак альтерации, обозначающий повышение стоящих справа от него нот на один хроматический полутон. Ставится либо после ключа, либо перед отдельными нотами. В первом случае действует до следующего ключа, во втором — до конца такта или явной отмены знаком бекар. Диез обозначается решёткой ({\displaystyle \sharp }). Иногда существует необходимость повысить ноту на целый тон; для этого применяется дубль-диез, имеющий вид x-образного крестика с маленькими квадратами на концах (). Подробнее об использовании диеза, бемоля и бекара см. статью о знаках альтерации.
В кодировке Юникод есть специальный символ для диеза U+266F ♯ music sharp sign (HTML &#9839;), который отличается от символа октоторпа (решётки) «#». Поэтому октоторп не рекомендуется использовать вместо знака диеза. Знак дубль-диеза (𝄪) имеет в Юникоде шестнадцатеричный номер 1D12A.
В прошлом использовался также знак бекар-диез {\displaystyle \natural \sharp } для половинной отмены действия дубль-диеза. В настоящее время для этого используется обычный диез.
Также используется в специальных областях математики (под наименованием «диез») и означает поднятие математического индекса.

## Галерея

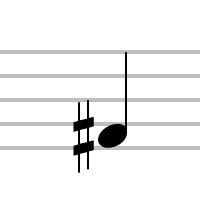
Нота с диезом
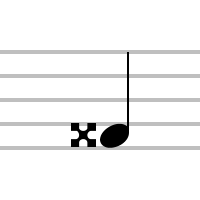
Нота с дубль-диезом